# Simon de Colines

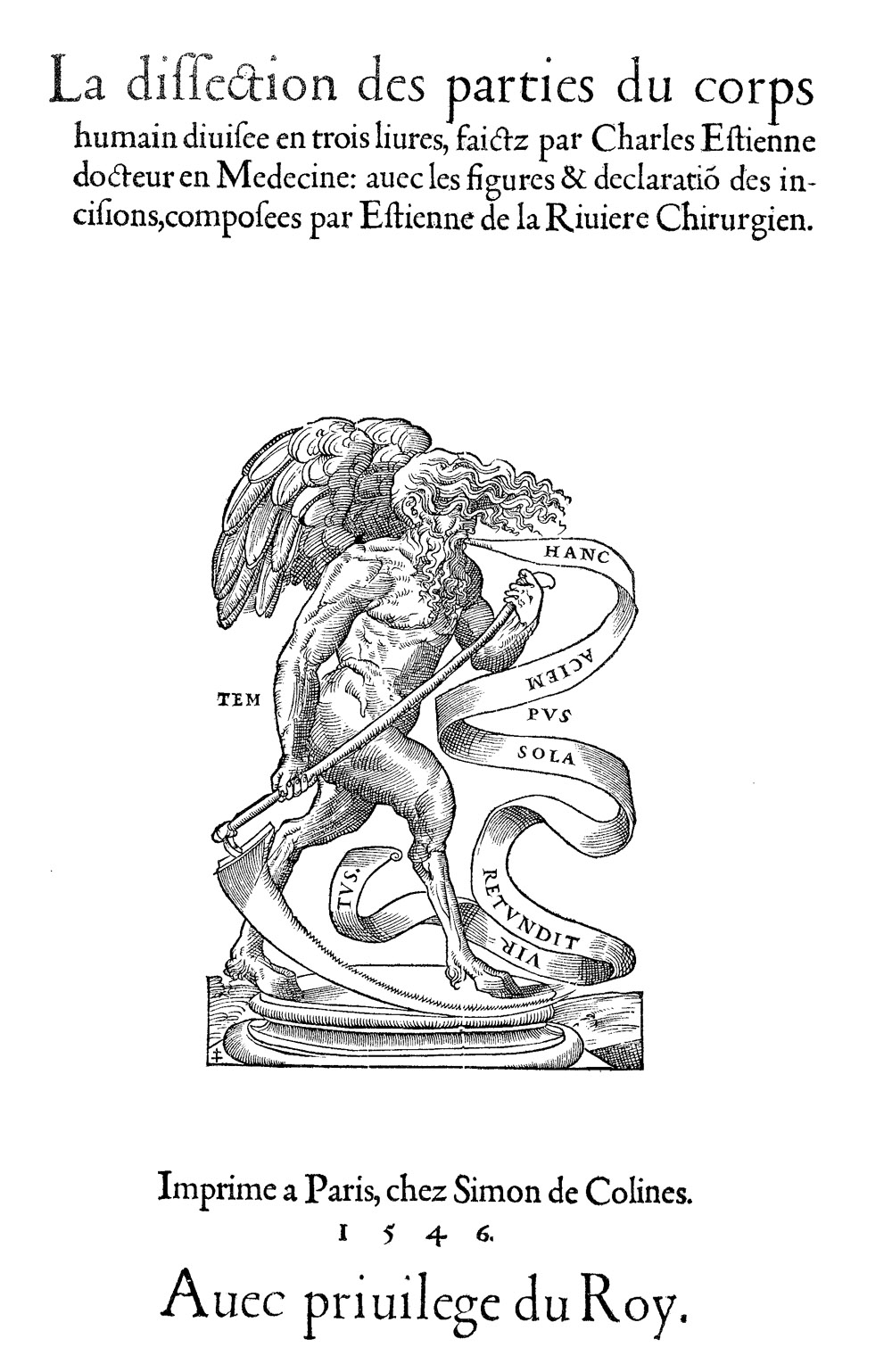
Portada amb la marca d'impressor de Simon de Colines.

Simon de Colines (c. 1480 - † c. 1546, París) fou un impressor francès que va introduir el tipus de lletra itàlica a França, mesclant-la amb el tipus romà. Va crear el primer tipus de lletra grega amb accents. Va col·laborar amb Henri Estienne, fundador d'una important impremta a París. Va ser contemporani d'Antoine Augereau, i amb ells va començar l'edat d'or de la tipografia francesa. És considerat per això un dels primers impressors del Renaixement.
Va col·laborar amb els més elegants decoradors francesos de llibres, com Geoffroy Tory, Oronce Finé i Claude Garamond, i va contribuir a transformar la tipografia francesa. Seguint les petjades d'Aldo Manuzio, va publicar tot de clàssics grecs i llatins en edicions de butxaca, a preus assequibles per a estudiants, amb la qual cosa va contribuir a difondre aquelles obres. A més a més, va preparar el primer text crític del Nou Testament en grec. Es coneixen més de 690 llibres impresos per ell.